# 詹氏麗脂鯉
詹氏麗脂鯉，為輻鰭魚綱脂鯉目脂鯉亞目脂鯉科的其中一個種，為熱帶淡水魚，分布於南美洲巴西東部淡水流域，體長可達7.6公分，棲息在底中層水域，生活習性不明。